# Bent Jakobsen (atlet)
 Der er flere personer med dette navn, se Bent Jakobsen.
Bent Jakobsen (født 3. oktober 1966) er en tidligere dansk atlet. Han var medlem af AK Heden Grindsted og i Aarhus 1900 fra 1990.

## Danske mesterskaber
- Guld 1994 Længdespring 7,52w +3,9
- Sølv 1993 Længdespring 7,21
- Sølv 1993 Trespring 14,72
- Guld 1993 Længdespring-inde 7,22
- Sølv 1992 Længdespring 7,14
- Guld 1992 Længdespring-inde 7,30
- Sølv 1991 Længdespring 7,17
- Guld 1990 Længdespring-inde 6,94
- Bronze 1987 Længdespring 7,10

## Personlige rekord
- Længdespring: 7,63 (1994)
- Trespring: 14,48 (1992) (14,72 1993?)